# Acanthodelta tigrina
Acanthodelta tigrina là một loài bướm đêm trong họ Noctuidae.